# MasterChef (Algérie)
Cet article concerne l'émission de télévision algérienne. Pour les autres versions, voir MasterChef.
MasterChef Algérie (en arabe : ماستر شاف الجزائر, Māster Shāf al-Jazā’ir) est une émission de télévision algérienne de téléréalité culinaire, présentée par Tayeb Kaci Abdellah et diffusée depuis le 5 novembre 2016 sur Echorouk TV et Benna TV pour les rediffusions.
Il s'agit de l'adaptation locale du format à succès diffusé au Royaume-Uni sur BBC.
Yawmiyyāt MasterChef, un spin-off consacré aux coulisses de l'émission, présenté par les deux membres du jury, Rabah Ourrad et Yasmina Sellam est également diffusé chaque jour.

## Principe
MasterChef Algérie est un concours de cuisine télévisé amateur ouvert aux personnes n'ayant jamais travaillé dans la gastronomie.
Après une série de castings réalisée auprès de milliers d'amateurs issues d'Algérie, 14 candidats seront choisis pour participer au concours. Ensemble, ils s'affrontent dans différentes épreuves culinaires et gastronomiques, où ils seront jugés par un jury professionnel.
À l'issue de l'émission, il ne reste plus qu'un candidat, qui est élu MasterChef. Il remporte la somme de 5 millions de dinars et une formation dans une grande école de cuisine, l'Institut Paul-Bocuse.
Le programme, créé originellement par Franc Roddam, est réalisé par Redouane Zaboubi et Corentin Son et produit par Allégorie Production et Shine France[réf. nécessaire].

### Les épreuves
Il y a plusieurs types d'épreuves dans MasterChef Algérie, dans la grande cuisine ou à l'extérieur. Toutes les épreuves sont en temps limité.
- La boîte mystère : les candidats doivent préparer un plat en utilisant des ingrédients révélés juste avant le début de l'épreuve. La boîte mystère est souvent commune à tous les candidats mais il peut arriver que les boîtes soient différentes en fonction des candidats. Les candidats ne sont pas tenus d'utiliser tous les ingrédients contenus dans la boîte, sauf si le jury l'exige.
- L'ingrédient imposé : le jury révèle avant l'épreuve l'ingrédient imposé que tous les candidats doivent utiliser. Les candidats ont quelques minutes pour choisir dans le "marché" les ingrédients complémentaires pour faire leur plat, puis doivent composer un plat en un temps limité.
- La recette : les candidats doivent réaliser un plat au mieux possible avec la recette et les ingrédients à disposition. C'est une épreuve qui est fréquemment utilisée en épreuve sous pression.
- Le test visuel ou de goût : les candidats font face à un plat ou à une table recouverte d'ingrédients (légumes, poissons, épices, etc.). Ils doivent reconnaître le maximum d'ingrédients, en sachant qu'à la première erreur, le test s'arrête, même si le candidat connaît d'autres ingrédients par la suite.

## Participants

### Présentation
La présentation de MasterChef Algérie est assurée par Tayeb Kaci Abdellah, ancien animateur de Jāk al-Marsūl sur Nessma. Les deux membres du jury Rabah Ourrad et Yasmina Sellam présentent également le spin-off Yawmiyyāt MasterChef.

### Jury
Le jury de l'émission se compose du chef Rabah Ourrad, spécialiste en bistronomie, de Yasmina Sellam, spécialiste en cuisine traditionnelle algérienne et du chef tunisien Malak Labidi, spécialiste en cuisine moderne.